# Golpe bajo (telenovela)
Golpe bajo es una telenovela mexicana de TV Azteca, original de Victoria Zarattini basada en una idea de Bernardo Romero Pereiro y su hija Jimena Romero. 
Protagonizada por Lucía Méndez y Javier Gómez, con las participaciones antagónicas de Salvador Pineda y Rogelio Guerra. Cuenta además con las actuaciones estelares de Margarita Isabel y Roberto Blandón. También marcó el regreso a las telenovelas de Alejandra Maldonado.

## Sinopsis
La historia trata sobre un matrimonio conformado por Silvana y Andrés, quienes llevan 20 años casados. Sin embargo no son felices pues Andrés tiene un carácter difícil, ya que no soporta que su esposa sea más inteligente que él. En su trabajo el presenta los diseños que su esposa crea aunque nadie lo sabe. Pero cuando en su ambición empieza a utilizarla a ella para poder recibir un ascenso Silvana se ve cada vez más y más involucrada con el jefe de Andrés, Leonardo y esto traerá un sinfín de problemas a los que Silvana tendrá que enfrentarse.

## Elenco
- Lucía Méndez - Silvana Bernal
- Rogelio Guerra - Leonardo Prado
- Salvador Pineda - Andrés Carranza
- Alejandra Maldonado - Laura Prado
- Javier Gómez - Rodrigo Prado
- Sergio Klainer - Gonzalo Montaño
- Margarita Isabel - Eugenia Bernal
- Wendy de los Cobos - Florencia
- José Sefami - José
- Tomás Goros - Daniel
- Marta Aura - Lupita
- Gloria Peralta - Irene
- Nubia Martí - Natalia
- Fidel Garriga - Esteban
- Ximena Rubio - Gina
- Ana Laura Espinoza - Matilde
- Eduardo Venegas - Carlos
- Liza Carbajal
- Ernesto Faxas - César Antúnes
- Jaime Vega - Alfonso Martínez
- Eugenio Montessoro
- Roberto Blandón - Germán Santos